# 112
112 је била преступна година.

## Догађаји
- Цар Трајан и Тит Секстије Корнелије Африкански постају римски конзули.
- Хадријан је наследио Гаја Јулија Касија Стеријеја као архонт Атине.
- Тацит је именован за проконзула римске провинције Азије (112–113).

### Август
- 29. август – Салонија Матидија добија титулу Августа након смрти Марцијане.